# Пянкі (Мазовецьке воєводство)
Пянкі (пол. Pianki) — село в Польщі, у гміні Росьцишево Серпецького повіту Мазовецького воєводства.
Населення — 72 особи (2011).
У 1975-1998 роках село належало до Плоцького воєводства.

## Демографія
Демографічна структура станом на 31 березня 2011 року:
|          | Загалом | Допрацездатний вік | Працездатний вік | Постпрацездатний вік |
| -------- | ------- | ------------------ | ---------------- | -------------------- |
| Чоловіки | 35      | 8                  | 20               | 7                    |
| Жінки    | 37      | 4                  | 18               | 15                   |
| Разом    | 72      | 12                 | 38               | 22                   |